# 遼源市
遼源市（りょうげん-し）は、中華人民共和国吉林省に位置する地級市。

## 地理
遼源市は吉林省南部、東遼河上流に位置する。市内は丘陵地区により構成され、東高西低の地勢となっている。温帯半湿潤モンスーン気候に属し、年降水量750mm、年平均気温4.5℃、1月の平均気温－17.9℃、7月の平均気温22.8℃。

## 歴史
古代においては高句麗の北辺に当り、清代は盛京の狩猟場に指定され、一般の立ち入りが禁じられていた地区である。
清末に、禁地を破り大量の漢族が満州へ移住し安城という人口4-5千人の集落が形成され、1902年には奉天省管轄の西安県が成立、現在の遼源の基礎が築かれた。1948年に西安市と改称されたが、陝西省西安市との重複名称を回避すべく1953年に遼源市（当時は県級市）と改称した。またこの間に行政機関の再編が行われて遼寧省から安東省、遼西省を経て現在の吉林省に編入されている。
1983年に地級市に昇格した。

## 行政区画
2市轄区・2県を管轄する。
- 市轄区：
  - 竜山区・西安区
- 県：
  - 東遼県・東豊県

| 遼源市の地図                |
| --------------------------- |
| 竜山区 西安区 東豊県 東遼県 |

### 年表
この節の出典

#### 遼東省西安市
- 1949年10月1日 - 中華人民共和国遼東省西安市が発足。(1市)
- 1952年4月3日 - 西安市が遼源市に改称。

#### 遼東省遼源市
- 1954年6月19日 - 遼東省の分割により、吉林省遼源市となる。

#### 吉林省遼源市(第1次)
- 1958年10月23日 - 遼源市が四平専区に編入。

#### 吉林省遼源市(第2次)
- 1983年8月30日 - 四平地区遼源市が地級市の遼源市に昇格。(1市1県)
  - 四平地区東豊県を編入。
- 1983年10月8日 - 遼源市の一部が分立し、東遼県が発足。(1市2県)
- 1983年12月22日 - 竜山区・西安区を設置。(2区2県)
- 2005年5月10日 - 東遼県の一部が西安区に編入。(2区2県)

## 経済
- 工業には電力、冶金、機械、軽工業と紡績がある。そのなかで紡織品は絹糸、毛糸、コーデュロイで名を知られている。吉林省のプラスチック工業基地である。市の鋼管工場は省内で最大の鋼管工場である。
- 耕地面積は10.4万ヘクタールで省の主な食糧生産区の一つ。 主要農作物はトウモロコシ、大豆、コウリャン、アワ。

## 資源
地下資源は主に石炭であり、吉林省の石炭生産基地の一つとなっている。遼源市にある金剛水泥廠のセメント生産量は東北一で、全国で十位以内に入る。

## 交通

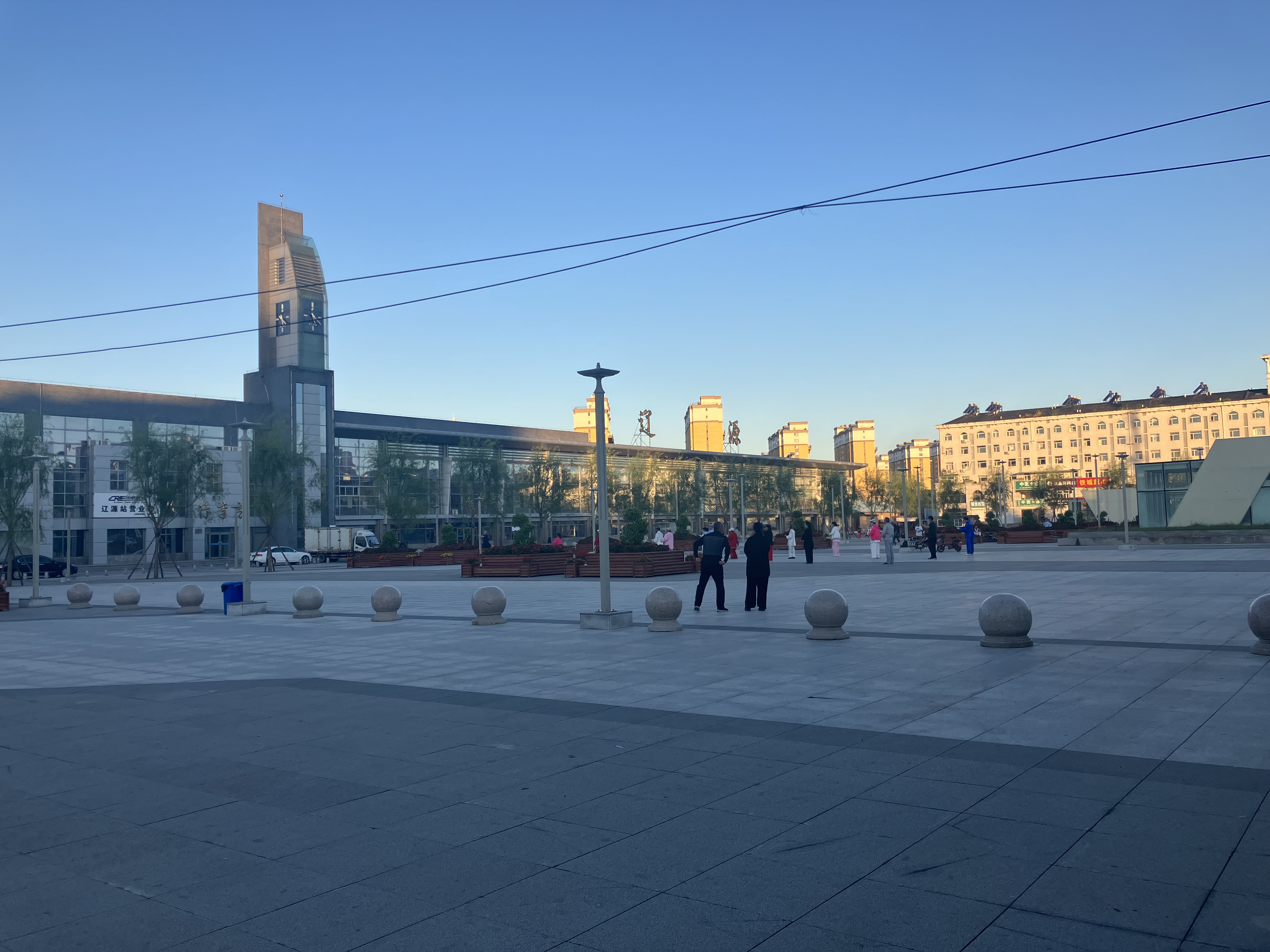
遼源駅

### 鉄道
- 中国国家鉄路集団
  - 四梅線
  - 開源線（中国語版）
  - 遼長線（中国語版）

### 道路
- 高速道路
  -  集双高速道路（中国語版）
  -  瀋吉高速道路
  -  営東高速道路（中国語版）
  -  伊通高速道路
- 国道
  -  G229国道（中国語版）
  -  G303国道

## 名勝
- 解放戦争革命烈士紀念塔
- 烈士陵園
- 魁星楼
- 竜首山